# Worowice, Voivodato de Mazovia
Worowice [vɔrɔˈvit͡sɛ] es un pueblo ubicado en el distrito administrativo de Gmina Bulkowo, dentro del Condado de Płock, Voivodato de Mazovia, en el este de Polonia central. Se encuentra aproximadamente a 11 kilómetros al noroeste de Bulkowo, a 24 kilómetros al noreste de Płock, y a 82 kilómetros al noroeste de Varsovia.